# Koragoite
La koragoite è un minerale.

## Etimologia
Chiamata così in onore del geologo russo Aleksei Aleksandrovich Korago (1942-1993); si è occupato dei giacimenti dell'Oblast' di Arcangelo e dell'origine dell'ambra.